# Lesquerde
Lesquerde (occitansk: L'Esquèrda) er en by og kommune i departementet Pyrénées-Orientales i Sydfrankrig.

## Geografi
Lesquerde ligger i landskabet Fenouillèdes 41 km vest for Perpignan. Nærmeste byer er mod nord Saint-Paul-de-Fenouillet (5 km), mod øst Maury (7 km) mod syd Ansignan (12 km).

## Demografi

### Udvikling i folketal
| 1962                                                              | 1968 | 1975 | 1982 | 1990 | 1999 | 2007 | 2014 | 2017 |
| ----------------------------------------------------------------- | ---- | ---- | ---- | ---- | ---- | ---- | ---- | ---- |
| 202                                                               | 211  | 172  | 149  | 124  | 133  | 152  | 140  | 133  |
| Tal fra og med 1962 er uden dobbelttælling (sans doubles comptes) |      |      |      |      |      |      |      |      |